# Femme du monde
Pour plus de détails, voir Fiche technique et Distribution.
Femme du monde ou Café Society (titre original : Cafe Society) est un film américain en noir et blanc réalisé par Edward H. Griffith, sorti en 1939.

## Synopsis
La riche Chris West est membre de la Café society (ancienne appellation de la jet set). Pour gagner un pari, elle épouse le journaliste Crick O'Bannon, lequel croit qu'il s'agit d’amour véritable. Lorsqu'il entend par hasard sa femme parler du pari à l'un de ses amis, il décide de se venger en écrivant un article sur sa trahison et exige un divorce immédiat. Le grand-père de Chris lui demande de vivre ensemble encore un certain temps afin d'éviter le scandale. Parce qu'il n'aime pas le cercle des amis de sa femme, Crick refuse et décide de vivre séparé...

## Fiche technique
- Titre français : Femme du monde
- Titre français alternatif : Café Society
- Titre original : Cafe Society
- Réalisation : Edward H. Griffith
- Scénario : Virginia Van Upp
- Production : Jeff Lazarus
- Société de production et de distribution : Paramount Pictures
- Photographie : Ted Tetzlaff
- Montage : Paul Weatherwax
- Musique : Leo Shuken
- Costumes : Eugene Joseff
- Pays de production : États-Unis
- Format : noir et blanc - Aspect Ratio: 1.37:1 - Son : Mono (Western Electric Mirrophonic Recording)
- Genre : Comédie romantique
- Durée : 93 minutes
- Dates de sortie : 
  - États-Unis : 3 mars 1939
  - France : 5 avril 1939

## Distribution
- Madeleine Carroll : Christopher West
- Fred MacMurray : Crick O'Bannon
- Shirley Ross : Bells Browne
- Jessie Ralph : Mme De Witt
- Claude Gillingwater : le vieux Christopher West
- Allyn Joslyn  : Sonny De Witt
- Paul Hurst  : barman

## Source
- Femme du monde sur EncycloCiné